# Zonneu
Zonneu est une ville située à l'ouest de la Côte d'Ivoire et appartenant au département de Danané, dans la Région des Montagnes. La localité de Zonneu est un chef-lieu de commune et de sous-préfecture .